# Gustave Boulanger

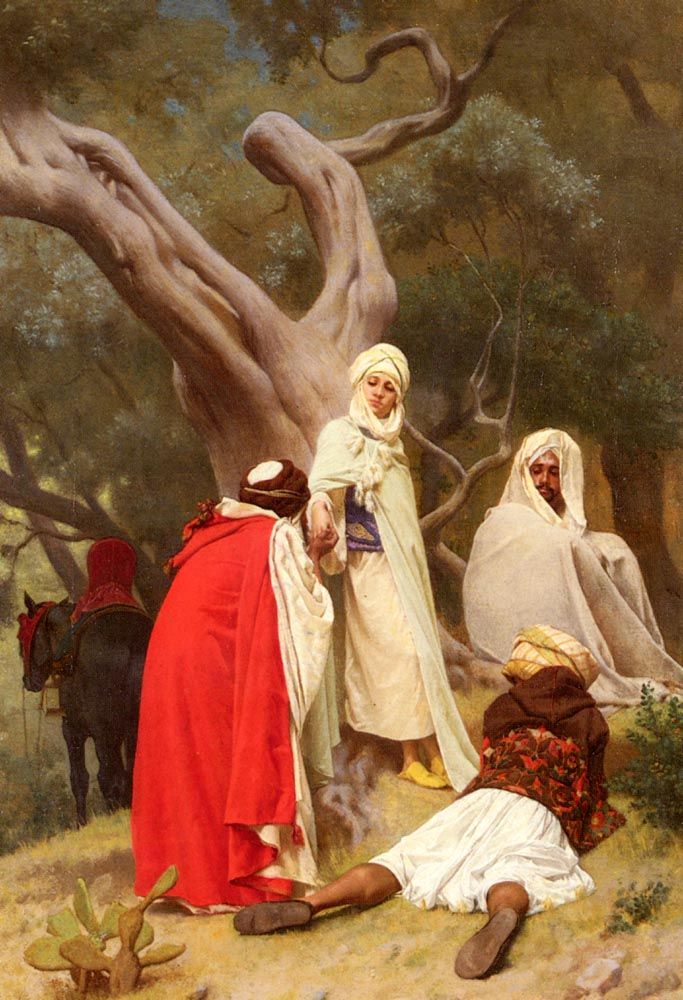
Powitanie emira (1871)

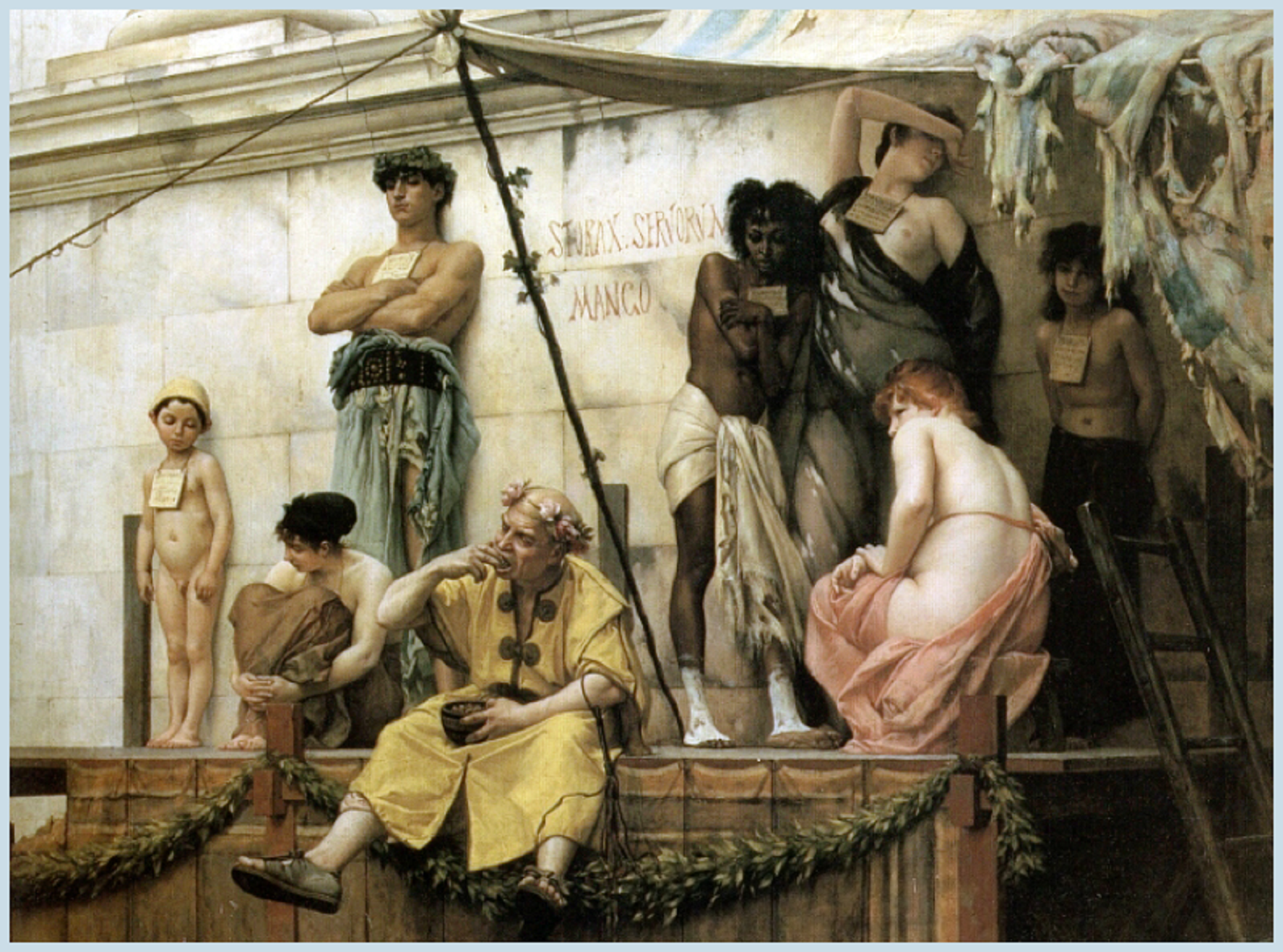
Targ niewolników (1882)

Gustave Rodolphe Clarence Boulanger (ur. 25 kwietnia 1824 w Paryżu, zm. październik 1888 tamże) – francuski malarz akademicki, orientalista.

## Życiorys
Jego rodzice byli Kreolami. Osierocony w 14. roku życia wychowywany był przez wuja. Studiował w École des Beaux-Arts w Paryżu, jego nauczycielami byli Pierre-Jules Jollivet (1794-1871) i Paul Delaroche. W 1845 odbył pierwszą podróż do Algierii i zainteresował się Afryką i tematyką orientalną. W 1849 otrzymał nagrodę Prix de Rome i wyjechał do Rzymu. Uczył się w Ecole de Roma i wiele podróżował. Do Francji wrócił w 1856. Od 1882 pracował w Institut de France, gdzie został wpływowym nauczycielem. Jego uczniami byli m.in. Osman Hamdi Bey (1842-1910), Childe Hassam (1859-1935), George Hitchcock (1850-1913), Frederick William MacMonnies (1863-1937), Gari Melchers (1860-1932), Willard Leroy Metcalf (1858-1925), Elizabeth Nourse (1860-1938), Robert Reid (1862-1929) i Edmund Tarbell (1862-1938). Był znany z niechęci do impresjonistów i ich następców.
Oprócz tematyki orientalnej Boulanger interesował się życiem codziennym starożytnego Rzymu i Grecji, tworzył też dekoracje w budynkach publicznych m.in. w Opéra Garnier i kasynie w Monte Carlo.

## Wybrane prace
- Ulysse reconnu par sa nourrice Euryclée, 1849, (Grand Prix de Rome)
- Ulysse et Euryclée
- Les Quatre saisons, 1850
- Phryne, 1850
- Répétition dans la maison du poète tragique à Pompéi, 1855-57
- César arrive au Rubicon, 1857
- Pâtres arabes
- Répétition du joueur de flûte et de la femme de Diomède chez le prince Napoléon dans l'atrium de sa maison pompéienne, 1860
- Saint Sébastien et l'empereur Maximien Hercule, 1877
- Le Marché aux esclaves, 1882
- Porteur d'eau juif, souvenir du vieil Alger, 1884
- La lavandière et sa maîtresse, 1887
- Portrait de Madame Lambinet, née Nathalie Sinclair, 1887
- Kabyles en déroute
- Les Cavaliers sahariens
- Djeïd et Rahia
- Poésie